# 劇団SHA・LA・LA
劇団SHA・LA・LA（げきだんシャララ）は、日本の劇団である。座長（リーダー）は出川哲朗。活動休止までマセキ芸能社に所属していた。

## 概要
1987年、出川やウッチャンナンチャンら横浜放送映画専門学院（現・日本映画大学）演劇科の第9期卒業生によって結成。劇団名は第1回公演のタイトル「シャ・ラ・ラ…」をそのまま取った。1998年8月の第18回公演「タイタニック」を最後に劇団は活動を休止。
その後2009年12月に再始動することを発表。2010年6月3日から9日まで「DONNA SUMMER NIGHT」（全労済ホールスペース・ゼロ、脚本・演出：入江雅人）の公演を行った。
内村は劇団のことを「毎年何人かが集まってミーティングをやっているみたい。誰か一人でもやる気がないと『今年はナシで』と決まる気楽な集団（笑）」と語っている。

## 所属俳優
- 出川哲朗
- 内村光良
- 南原清隆
- 入江雅人
- 田中和治（ARARI）
- 仁井田さゆり
- 朝山まゆみ

## 沿革
- 1985年2月 - 横浜放送映画専門学院 第9回演劇公演（第9期生卒業公演）「横須賀物語 〜魂こがして」を上演 （於 横浜市教育会館）。同校学生35名による卒業公演。劇中の内村と南原の役は「とあるクラブの漫才師」だった。演出：藤田博。
- 1987年2月 - 「Project team SHA.LA.LA.」として劇団を旗揚げ。内村脚本・演出による第1回公演「シャ・ラ・ラ…」を上演。当初は出川、内村、南原、入江、田中、仁井田の6名での構成。
- 同年9月 - 第2回公演「STILL TIME」を上演。この公演より朝山が加入し、7人のメンバー構成となる。
- 1990年4月 - 日本テレビ系列にて、劇団名を冠したバラエティ番組『ウッチャン・ナンチャン with SHA.LA.LA.』がスタート（ - 1992年6月）。
- 同年5月 - 第8回公演「地球を止めた男」を上演。この頃からウッチャンナンチャンの2人での活動が多忙になり、同公演は初めて内村、南原を欠いた上演となった。以前まで脚本・演出を担当していた内村がなかなか参加できなくなったことにより、本公演以降の脚本・演出は入江が担当するようになる。
- 1991年2月 - 第9回公演「Hey! Tokyo」を上演。再び内村と南原が参加するも、本公演以降はウッチャンナンチャンの参加が減少する。
- 1993年7月 - 第13回公演「冷麦、はじめました」に内村が約2年半振りの参加。
- 1997年7月 - 旗揚げ10周年。当初は記念公演として内村脚本による新作「Un Cours!? -ワンクール-」を上演する予定であったが、内村のスケジュールに折り合いがつかず立ち消えに。その結果、第17回公演は1992年7月の第11回公演「LONG HOT SUMMER」の再演に急遽差し替えられた。
- 1998年8月 - 第18回公演「タイタニック」を上演。ミュージシャンとしての活動を同時並行していたARARIが不参加。この公演を最後に劇団としての活動を休止。
- 2009年12月 - 劇団再始動。出川、入江、内村、南原、ARARI、仁井田、朝山の出演、入江の脚本・演出で東京・渋谷の全労済ホールスペース・ゼロで2010年6月3日から9日まで「DONNA SUMMER NIGHT」公演。

## 公演
1. シャ・ラ・ラ…（1987年2月、於 キッドアイラックホール、作・演出：内村光良）
2. STILL TIME（1987年9月、於 こまばアゴラ劇場、作：平見瞠、演出：内村光良）
3. Dreamin'（1988年3月、於 こまばアゴラ劇場、作・演出：内村光良）
4. THREE DOORS（1988年9月、於 こまばアゴラ劇場、作・演出：内村宏幸、入江雅人、内村光良）
5. DONPACHI!（1989年4月6日 - 10日、於 新宿シアターサンモール、作・内村宏幸、演出：内村光良）
6. Dreamin' 改訂版（1989年9月7日 - 11日、於 下北沢本多劇場、作・演出：内村光良）
7. BUT NOT FOR ME（1990年5月、於 新宿シアターサンモール、原案：平見瞠、作・演出：内村宏幸）
8. 地球を止めた男（1990年8月、於 新宿シアターサンモール、作・演出：入江雅人）
9. Hey! Tokyo（1991年2月、於 下北沢本多劇場、作・演出：内村宏幸、内村光良、入江雅人、白崎和彦）
10. COME AND GONE（1991年10月、於 新宿シアターサンモール、作・演出：入江雅人）
11. LONG HOT SUMMER（1992年7月、於 新宿シアターアプル、作・演出：入江雅人）
12. ハチ公誘拐（1992年12月、於 本多劇場、作・演出：入江雅人）
13. 冷麦、はじめました（1993年7月、於 新宿全労済ホールスペース・ゼロ、作・演出：入江雅人）
14. オサラバ（1994年7月、於 新宿全労済ホールスペース・ゼロ、作・演出：入江雅人）
15. この夏の誕生と進化について（1995年7月、於 新宿全労済ホールスペース・ゼロ、作・演出：入江雅人）
16. ステイン ア ライブ（1996年7月、於 新宿全労済ホールスペース・ゼロ、作・演出：入江雅人）
17. LONG HOT SUMMER　再演（1997年7月、於 新宿シアターアプル、作・演出：入江雅人）
18. タイタニック（1998年8月、於 新宿全労済ホールスペース・ゼロ、作・演出：入江雅人）
19. DONNA SUMMER NIGHT（2010年6月、於 新宿全労済ホールスペース・ゼロ、作・演出：入江雅人）

## 番組出演
- ウッチャンナンチャン（日本テレビ系列）
- ウッチャン・ナンチャン with SHA.LA.LA.（『深夜解放宣言』『笑撃的電影箱』枠内、日本テレビ系列）
- パオパオチャンネル（テレビ朝日系列、金曜日担当）
- 冗談画報2（フジテレビ、1989年3月17日）